# Alderholmen, Strömsbro
Alderholmen är namnet på en ö utanför Avaström (Testeboån) mellan Strömsbro och Öster i Gävle, ett mycket populärt badställe på 1930- och 1940-talen, dit man nådde med roddbåt. Småöar i närheten var Trumslagarudden, där småskalig reparation av båtar bedrevs, och Flottarholmen, där ingen flottning då bedrevs.[källa behövs]